# Zuiderzeedijk bij Schardam
Het schilderij Zuiderzeedijk bij Schardam werd door Matthias Withoos geschilderd naar aanleiding van een dijkdoorbraak nabij het Noord-Hollandse dorp Schardam. Het schilderij toont de herstelwerkzaamheden aan de doorgebroken dijk tussen Schardam en Scharwoude. Voor zover bekend is dit het enige 17e-eeuwse schilderij dat dergelijke werkzaamheden toont.
Het schilderij is ruim 340 jaar in bezit geweest van de familie Van Foreest, sinds 28 maart 2015 is overgedragen aan het Westfries Museum.

## Verhaal achter het schilderij
Tijdens een watersnoodramp, die plaats vond in de nacht van 4 op 5 november 1675, brak de zeedijk tussen Schardam en Scharwoude door. De dijk brak over een lengte van ongeveer 120 meter door. In plaats van de dijk opnieuw rechtdoor te trekken werd er voor gekozen om de dijk rondom de kolk aan te leggen. De nieuwe dijk was op 29 november klaar, Jacob van Foreest noteerde dat hij om 21:00 over de dijk kon lopen. Op 4 december brak de herstelde dijk echter opnieuw door, het schilderij toont de werkzaamheden van na deze storm. Van Foreest gaf Withoos uit naam van de Gecommitteerde Raden in Hoorn opdracht om van deze herstelwerkzaamheden een schilderij te maken. Van Foreest was als ingeland en lid van de Gecommitteerde Raden van West-Friesland en het Noorderkwartier medeverantwoordelijk voor het dijkherstel.
Het is bekend dat Withoos zelf de herstelwerkzaamheden heeft gezien. Een rood krijt tekening met daarop een aantal details van het schilderij is bewaard gebleven in de Provinciale Atlas.

## Details
Op het schilderij is te zien hoe in de 17e eeuw een doorgebroken dijk gerepareerd werd. Onder andere is te zien hoe een driedubbele palenrijk geslagen wordt om de dijk extra sterk te maken. Een aantal schepen voeren riet en andere bouwmaterialen aan terwijl er ook palen in de grond geheid worden. Ook is te zien dat er zeer sterke stroming ter plekke was.

## Nasleep
Na de dijkdoorbraak en alle herstelwerkzaamheden is er een klein meertje achtergebleven. Deze heeft inmiddels de naam De Weel gekregen en is door de provincie Noord-Holland uitgeroepen tot provinciaal monument. De dijk loopt ter plaatsen nog altijd rond de kolk. Op de dijk is door het Hoogheemraadschap Noordhollands Noorderkwartier een herinneringsmonument geplaatst.

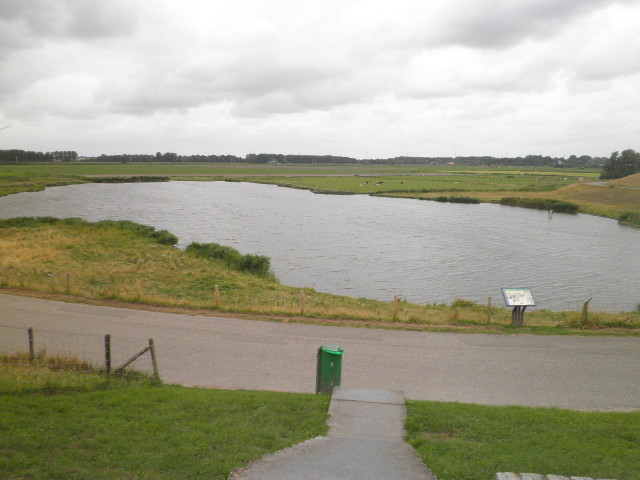
De Weel gezien vanaf de herstelde dijk gezien.
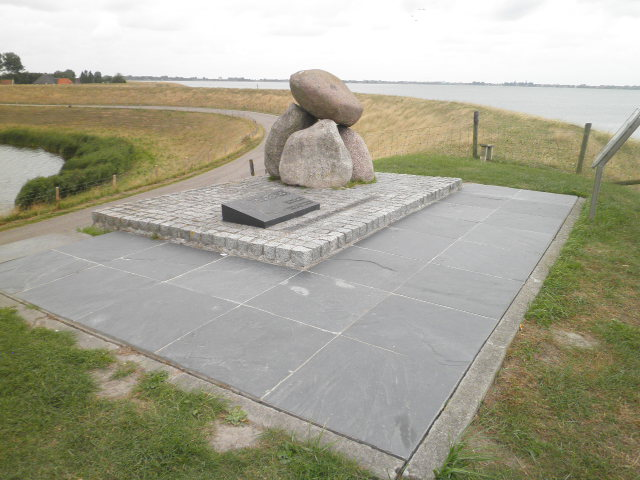
Monument op de dijk ter herinnering aan de dijkdoorbraak